# GREEN DA・KA・RA
GREEN DA・KA・RA（グリーン ダ・カ・ラ）とは、サントリーフーズから発売されている清涼飲料水（機能性飲料）の商品名であり、スポーツドリンクDAKARAの派生製品として2012年に発売された。その後、「GREEN DA・KA・RA やさしい麦茶」など、カテゴリーを横断する形でラインナップが増えていった。

## 歴史

### 「GREEN DA・KA・RA」の誕生、およびラインナップの拡充
大元の「DAKARA」は「脂肪分、糖分、塩分といった余分なものを排出させる」というコンセプトだったが、地球温暖化による夏季の熱中症が社会問題化し、ナトリウムの欠乏も熱中症を誘発するため、「DAKARA」の売り上げも次第に落ちていった。
そこで、サントリーは適度なナトリウム補給を売りとしたスポーツドリンクの開発に着手する。
サントリーは店頭購入者への聞き取りを行い、時には顧客の家を訪れることもあった。その結果、スポーツドリンクに対し、人工甘味料や原材料がわからないことへの抵抗感が明らかになった。これをもとにサントリーは熟考し、「カラダにうれしい」というキーワードを導き出し、そこからターゲットを親子に定め、安心して子どもに与えられるほど体に優しい素材を用いることにした。汗などで失われた水分とイオンを効率よく補給するため、11種類の素材と純水だけで水分補給に適したイオン濃度と浸透圧に調整されている
そして、2012年4月に「GREEN DA・KA・RA（グリーン ダカラ）」は「日常生活の水分補給」をコンセプトに発売された。
スポーツドリンクとしての「GREEN DA・KA・RA」を開発していたところ、子どもを持つ保護者から「麦茶をつくってほしい」という要望が出されていた。これに対し、開発チームから「GREEN DA・KA・RA」ブランドで麦茶を作りたいという申し出があった際、サントリー社内では論争が巻き起こった。サントリー食品インターナショナルの幹部は、日経クロストレンドとのインタビューの中で、スポーツドリンクと麦茶は暑い時期に家で飲む物として定番であり、「GREEN DA・KA・RA」ブランドで出してもおかしくないと主張している。また、本製品をスポーツドリンクとしてのブランドに限定するのではなく、ブランドのコンセプトを体現するほうが重要だという考えもあった。開発に際しては、サントリーの社員が一般家庭を訪れ、家人に聞き取りを行ったり、麦茶の作り方や保管方法などを調べた。その結果、麦茶の作り方の主流が煮出しから水出しへと移行してい得たことが判明する。前者は麦茶特有の香ばしさがある一方、えぐ味が強くなっていた。これに対し、後者はすっきりとした味わいがあった。
こうして、2013年7月に大麦・玄米・はと麦・大豆・白米・黒ごま・海藻の7つの素材と純水だけで製造し、素材由来のミネラル（ナトリウム・カリウム）、アミノ酸、食物繊維を含む麦茶「GREEN DA・KA・RA やさしい麦茶」が世に送り出された。この製品は「GREEN DA・KA・RA」をけん引する存在となった。
その後、2015年6月23日には「GREEN DA・KA・RA やさしい麦茶」をリニューアル。雑味を除去する製法を採用して味わいを改良（このリニューアルで黒ごまが省かれ、使用素材が6種類となる）。さらに、店頭販売用の550mlペットボトルは内容量を650mlに増量し、ボトル形状を新デザインに変更した。さらにその後の2016年5月10日でのリニューアルにおいて、「GREEN DA・KA・RA やさしい麦茶」は飲み始めの香ばしさの向上を行ったほか、自動販売機用を従来の500mlから新容量の435mlに変更した（このリニューアルで白米が省かれ、使用素材が5種類となる）。
その2年後の2018年2月13日のリニューアルでは、これまで使用されていた大豆（大豆食物繊維）が省かれ、使用素材は4種類となったと同時に、アレルギー特定原材料等27品目不使用設計となった。
2020年 5月26日には「GREEN DA・KA・RA 塩 ライチ&ヨーグルト味」の490mlペットボトルが行われ、「GREEN DA・KA・RA」同様、鉄分が新たに配合された。
2020年 10月20日の「GREEN DA・KA・RA」の600mlと2Lリニューアルに際しては、鉄分に代わり、「プロテクト乳酸菌4337L」を配合した秋冬仕様となった。
2022年4月19日 の「GREEN DA・KA・RA」と「GREEN DA・KA・RA やさしい麦茶」のリニューアルに際し、前者はカラダに近い浸透圧設計に合わせ、果実オイルを使ったことで微白濁の液色に変更。後者はは焙煎技術の改良と水出しエキスの使用により中身を改良した。その翌年の2023年4月25日のリニューアルに際しては、「GREEN DA・KA・RA」はカリウムを強化、「GREEN DA・KA・RA やさしい麦茶」はグループ会社で製麦事業を手掛けるサントリーモルディングが開発した麦茶専用の発芽大麦が採用された。
一方、ペットボトル飲料である「やさしい麦茶」は注ぐだけで済むものの、かさばるという問題があった。逆に従来のティーパックは保管スペースを取らない分、煮出しや水出しが面倒という難点があった。そこで、サントリーは2019年4月16日 に「GREEN DA・KA・RA やさしい麦茶 濃縮タイプ」を発売した。これにより、「やさしい麦茶」の販売数量は伸びていった。
2020年3月31日、「GREEN DA・KA・RA」ブランドの第3の柱として、乳性飲料「GREEN DA・KA・RA ミルクと果実」が発売された。

### ルイボスティー市場への参入、リニューアル
ルイボスティー市場が伸びていたものの、癖があって飲みにくいと考えているユーザーもいたことから、2023年には「GREEN DA・KA・RA やさしいルイボス」が世に送り出された。また、コンビニではすでにプライベートブランドのルイボスティーが幅をきかせていたことから、本製品は競合製品がほとんどないスーパーや量販店を中心に展開された。
2024年4月30日には「GREEN DA・KA・RA　国産大麦100%のむぎ茶」が世に送り出された。この製品は「やさしい麦茶」よりも香ばしさが強い味わいであり、飲料以外の分野でも国産にこだわる消費者が多いことや、産地にこだわる麦茶が少ないことが価値創造の余地があると受け止められた。また、価格競争に巻き込まれるのを避けるため、販路はコンビニに限定された。

### 2024年以降
2024年3月末には東京都心で3月の最高気温を更新するなど、熱中症のリスクが高まっていたことから、前年よりも早く既存製品のリニューアルが行われた。
他方、「やさしいルイボス」は好調だったが、この製品のリニューアルに際し、手に取りにくい層に向け、マスカット風味の「GREEN DA・KA・RA やさしいルイボス&マスカット」が期間限定品として発売された。また、ノンカフェイン茶の選択肢が少ないという要望に応えるため、2025年4月には「GREEN DA･KA･RA やさしいコーン茶」がラインナップに加わった。

## ラインナップ
| 商品名                                                          | 発売日         | 備考 |
| --------------------------------------------------------------- | -------------- | --- |
| GREEN DA・KA・RA                                                | 2012年4月24日  | スポーツドリンク |
| GREEN DA・KA・RA やさしい麦茶                                   | 2013年7月2日   | |
| GREEN DA・KA・RA すっきりしたトマト                             | 2017年 5月9日  | レモン果汁を加えた有塩タイプのトマト果汁飲料で、自動販売機限定で発売。 |
| GREEN DA・KA・RA 塩 ライチ&ヨーグルト味                         | 2018年6月26日  | 本品は2017年まで発売されていた「塩ダカラ ライチ&ヨーグルト味」を「GREEN DA・KA・RA」へ移行し、リニューアルしたものである。 |
| GREEN DA・KA・RA まぜまぜスムージー                             | 2019年3月12日  | 牛乳と混ぜて飲む濃縮タイプ（1本で約5杯分）のスリムペットボトル入りスムージーで、「フルーツミックス」と「プルーンミックス」の2種類が設定される。 |
| GREEN DA・KA・RA やさしい麦茶 濃縮タイプ                        | 2019年4月16日  | 専門店・量販店（スーパー・ドラッグストア・ホームセンター等）限定で発売。本品は濃縮タイプの缶入り麦茶で、水と混ぜて使用する（1缶（180g）で1〜2L分）。1缶のバラ売りの他に、6缶パックも設定される。                                                                                    |
| GREEN DA・KA・RA まぜまぜスムージー りんごミックス              | 2019年8月6日   | |
| GREEN DA・KA・RA やさしいゼリー                                 | 2019年 9月24日 | 専門店・量販店限定で発売。本品はゼリー飲料で、ぶどうとプルーンをベースにした果汁50%の「ぶどう&プルーン」、ピーチとトマトをベースにした果汁40%+野菜汁10%の「ピーチ&トマト」、オレンジとにんじんをベースにした果汁40%+野菜汁10%の「オレンジ&キャロット」の3種類がラインナップされる。 |
| GREEN DA・KA・RA ミルクと果実                                   | 2020年3月13日  | 乳性飲料。 |
| GREEN DA・KA・RA やさしい温麦茶                                 | 2020年9月29日  | 「GREEN DA・KA・RA やさしい麦茶」で初のホット仕様で、大麦を強焙煎し、カテキンやルイボスを加えている。 |
| GREEN DA・KA・RA やさしいゼリー ぎゅっとぶどう ぎゅっとオレンジ | 2020年11月17日 | 「GREEN DA・KA・RA やさしいゼリー」の「ぶどう&プルーン」と「オレンジ&キャロット」のリニューアル品。 |
| GREEN DA・KA・RA やさしいゼリー ぎゅっとりんご                  | 2020年11月24日 | はちみつをベースにした製品。 |
| GREEN DA・KA・RA レモン&乳酸菌                                  | 2021年3月16日  | |
| GREEN DA・KA・RA 果実でビタミン!                                | 2021年4月13日  | 果汁入り飲料、自動販売機限定で発売。 |
| GREEN DA・KA・RA もも&乳酸菌                                    | 2021年11月2日  | |
| GREEN DA・KA・RA MILCOA（ミルコア）                             | 2022年3月15日  | ココア風味飲料。 |
| GREEN DA・KA・RA 香ばしっ!麦茶                                  | 2022年3月29日  | イオングループ（イオン・イオンスタイル・マックスバリュなど）限定で発売。 |
| GREEN DA・KA・RA 冬限定ビタミン・ゆず味                         | 2023年1月17日  | ナイアシンを追加し、ゆず味とした製品。 |
| GREEN DA・KA・RA1/2日分 食物繊維のむぎ茶                        | 2023年4月25日  | コンビニを中心に発売された。 |
| GREEN DA・KA・RA やさしいルイボス                               | 2023年3月7日   | ブランド初のルイボスティー。 |
| GREEN DA・KA・RA やさしいルイボス&マスカット                    | 2024年2月27日  | ルイボスティーにマスカット果汁を加えた期間限定品。 |
| GREEN DA・KA・RA 国産大麦100%のむぎ茶                           | 2024年4月30日  | |
| GREEN DA･KA･RA やさしいコーン茶                                 | 2025年4月8日   | |

## 広報
本製品のCMにおいて、子どもをCMキャラクターとして起用することを提案したのはアートディレクターの佐野研二郎である。CMのクリエイティブディレクターは赤松隆一郎が務めた。本製品のブランドコンセプトを体現するため、CMキャラクターである「グリーンダカラちゃん」として当時3歳だった一般の女の子を起用した。このCMは「自然とやさしい気持ちになれる」と評判になり、売り上げやブランド認知度の向上に貢献した。一方、「グリーンダカラちゃん」のイメージから本製品に対して「子ども向け飲料」や「味が薄い」といった先入観を抱く者も出てきたため、2020年からCMキャラクターを「やさしいマン」（演：草彅剛）に切り替えた。これにより、30代以降の世代へのアプローチに成功し、2022年の過去最高実績を導き出したとニュースサイト「ライフハッカー」は評価している。
2022年9月には江頭2:50を起用した「やさしい無声エガ(映画)」篇が放映された。また2023年にはChatGPTを活用して制作されたCMが公開された。
これとは別に、「やさしい麦茶」では2021年から「やさしいペンギン」（通称：「やさペン」）が公式マスコットキャラクターとして設定されていた。このキャラクターの初出は、オンラインショップ向けのラベルレスボトル（650ml）の段ボール箱である。この製品はラベルによる訴求ができないため、愛嬌のあるキャラクターをダンボールに描くことになり、同様の理由から環境問題を想起しやすいペンギンが採用された。アイデアを詰める中で、ブランド全体のキャラクターとして昇華してもよいのではないかという声が寄せられていた。また初期案の中にはペンギンとボトルを足して二で割ったようなデザインもあったが、これではラベルレスのみの訴求になってしまうため、ペンギンのボディーに他の要素を加えないことにした。そして、2022年4月のリニューアルに際し、「やさしいペンギン」がボトルやラベルにもあしらわれた。その後、SNSを中心にじわじわと人気が広まった。
また、本製品ではCM以外の広報および啓発活動も行われている。2024年7月18日から20日までの3日間には八王子市の「えきまえテラス」にて「こども気温」の啓発活動が行われた。「こども気温」とは「子どもの背丈で計測した気温は大人の背丈の時よりも7度高い」という観測データから定義づけられたものであり、イベントに際しては冬用コート着用による「こども気温」の体験や、救急救命士による講習、さらには「GREEN DA･KA･RA」と「GREEN DA･KA･RA やさしい麦茶」の無料配布が行われた。

### GREEN DA･KA･RA
- しずくちゃん（2012年6月 - 2022年3月）- 「グリーンダカラちゃん」役。
- なぎさちゃん（2013年7月 - 2022年3月）-「ムギちゃん」役。
- 出川哲朗（2020年5月 - 2021年）-「鉄分のてっちゃん」役
- 前田亘輝（TUBE）（2021年）-「晴れ空マエダくん」役。ＣＭ内では自身の代表曲「あー夏休み」の替え歌を歌唱した。[44]
- 草彅剛（2022年 - ）-「やさしいマン」役。[45]
- 空気階段（2022年）
- 江頭2:50（2022年）- Web CMのみ。
- 尾形貴弘（パンサー）（2023年）-「野球の審判員」役。Web CMにも出演。
- 山田勝己（2024年 - ）
- ふなっしー（2024年 - ）

### GREEN DA・KA・RA やさしい麦茶
- やさしいマン『大工篇』『麦茶飲みたい』『発芽大麦のバカヂカラ』篇 ほか- （演：草彅剛、2022年4月 - ）
- やさしい無声エガ（映画） （江頭2:50、2022年9月 - ）

### GREEN DA・KA・RA やさしいルイボス
- やさしいマン『ルイボスダンス やさしいマン』篇（演：草彅剛、2023年12月 - ）